# إجلاء المواطنين الباكستانيين خلال الحرب الأهلية اليمنية (2015)

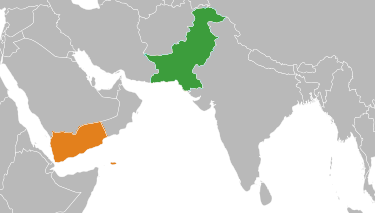
باكستان باللون الأخضر واليمن باللون البرتقالي.

إجلاء المواطنين الباكستانيين كان جهدا مدنيا وعسكريا مشتركا من باكستان لإجلاء الباكستانيين في الخارج من المناطق التي مزقتها الحرب في اليمن.
وفقا لوزارة تنمية الموارد البشرية في باكستان كان هناك 3000 باكستاني في الخارج يقيمون في اليمن قبل التدخل العسكري بقيادة السعودية في اليمن. ردا على الأزمة اليمنية أذنت الحكومة الباكستانية للخطوط الجوية الدولية الباكستانية لإطلاق هذه الرحلات خاصة للإجلاء الجوي في حين أخلت البحرية الباكستانية الباكستانيين الذين تقطعت بهم السبل المتبقيين في فرقاطتين.
إلى جانب إجلاء الباكستانيين في الخارج قامت باكستان أيضا بإجلاء مواطني الصين والمملكة المتحدة من بين بلدان أخرى. تم إجلاء ما يقرب من 1800 باكستاني من اليمن وعادوا بأمان إلى باكستان قبل تصاعد النزاع.

## الخلفية
في 26 مارس 2015 أعلن السفير السعودي في الولايات المتحدة عادل الجبير أن المملكة العربية السعودية ومجلس التعاون الخليجي شنوا عملية عسكرية ضد المتمردين الحوثيين الشيعة في اليمن. سبقت ذلك أسابيع من الاضطرابات التي أطاحت فيها الميليشيات الحوثية بحكومة رئيس اليمن عبد ربه منصور هادي واستولت على أجزاء كبيرة من البلاد.
كانت وزارة الخارجية قد أوعزت من قبل إلى المجتمع الباكستاني بمغادرة اليمن حيث أن الوضع على الأرض قد يزداد سوءا. ومع ذلك لم يستجب 3000 مواطن باكستاني للتحذيرات وكانوا محاصرين في اليمن. بدأ الباكستانيون في الخارج الوصول إلى وسائل الإعلام الإخبارية في البلاد لا سيما جيو نيوز وأري نيوز وإكسبريس نيوز نداء إلى الحكومة لإجلاء آمن في 27 مارس. عملت السفارة الباكستانية في اليمن على نقل المجتمع الباكستاني من عدن إلى صنعاء ما زالوا حوالي 150 إلى 200 مواطن باكستاني محتجزين في عدن. نشرت البحرية الباكستانية فرقاطة صواريخ أسلات فضلا عن بعثات جوية خاصة قامت بها وكالة المخابرات المركزية في اليمن. في 29 مارس 2015 قامت رحلات الطيران الباكستاني بإجلاء 503 مواطن باكستاني من الحديدة إلى كراتشي.
| الشهر            | الباكستانيون     | الإجلاء        | الإجلاء          | الأجانب | الأجانب      |
| ---------------- | ---------------- | -------------- | ---------------- | --- | ------------ |
| الشهر            | العدد            | إجلاء جوي      | إجلاء بحري       | الأجانب | العدد        |
| فبراير–مارس      | 1,800            | مصادر متعددة   |                  | |              |
| 31 مارس 2015     | 503              | بوينغ 747      |                  | 0 | 0            |
| 2 أبريل 2015     | 176              | إيرباص إيه 310 |                  | 0 | 0            |
| 3 أبريل 2015     | 176              | إيرباص إيه 310 |                  | 0 | 0            |
| 4 أبريل 2015     | 150              |                | فرقاطة ذو الفقار | 0 | 0            |
| 5 أبريل 2015     | 146 142          | إيرباص إيه 310 | فرقاطة ذو الفقار | الهند · جمهورية الصين الشعبية · المملكة المتحدة · الفلبين · اندونيسيا · مصر · سوريا · الأردن · الإمارات العربية المتحدة | 11 8 4 5 2 1 |
| 6 أبريل 2015     | 134              | إيرباص إيه 310 |                  | كندا · الصومال | 2            |
| 8 أبريل 2015     | 51 (36 باكستاني) |                | فرقاطة ذو الفقار | رومانيا · بنغلاديش · قطر · ألمانيا · المملكة المتحدة · الفلبين                                                          | 2 4 3 1      |
| 8 أبريل 2015     | 119              |                | أسلات            | |              |
| إجمالي التقديرات | ~3,382           |                |                  | | ~52          |

### نشر السفن الحربية البحرية
قامت البحرية الباكستانية بنشر فرقاطتين من الدرجة الأولى من ذو الفقار للإجلاء: ذو الفقار وأسلات.